# Adansonia madagascariensis
Espèce
Classification phylogénétique
Statut de conservation UICN

 NT  : Quasi menacé
Adansonia madagascariensis, ou Mbuiu Mkoundrou en shimaoré, est une espèce de plantes à fleurs de la famille des Bombacaceae selon la classification classique, ou de celle des Malvaceae selon la classification phylogénétique APG3. C'est arbre originaire de Madagascar et de Mayotte.
Contrairement aux six autres espèces malgaches, cette espèce n'est pas endémique de Madagascar. On la trouve aussi naturellement à Mayotte, où seulement quelques individus sont établis, faisant de l'île de l'archipel des Comores le seul endroit au monde hors de Madagascar où l'on trouve deux espèces de baobabs.